# Adriaen Verdoel
Adriaen Verdoel, né vers 1620 à Flessingue et mort le 16 janvier 1695 dans la même ville, est un peintre du siècle d'or néerlandais.

## Biographie
Élève de Leonard Bramer et de Rembrandt de 1640 à 1642, admis à la guilde de Saint-Luc de Haarlem en 1649, Adriaen Verdoel a été le maître de Jan de Groot. Il aurait aussi été un poète renommé.

## Œuvre

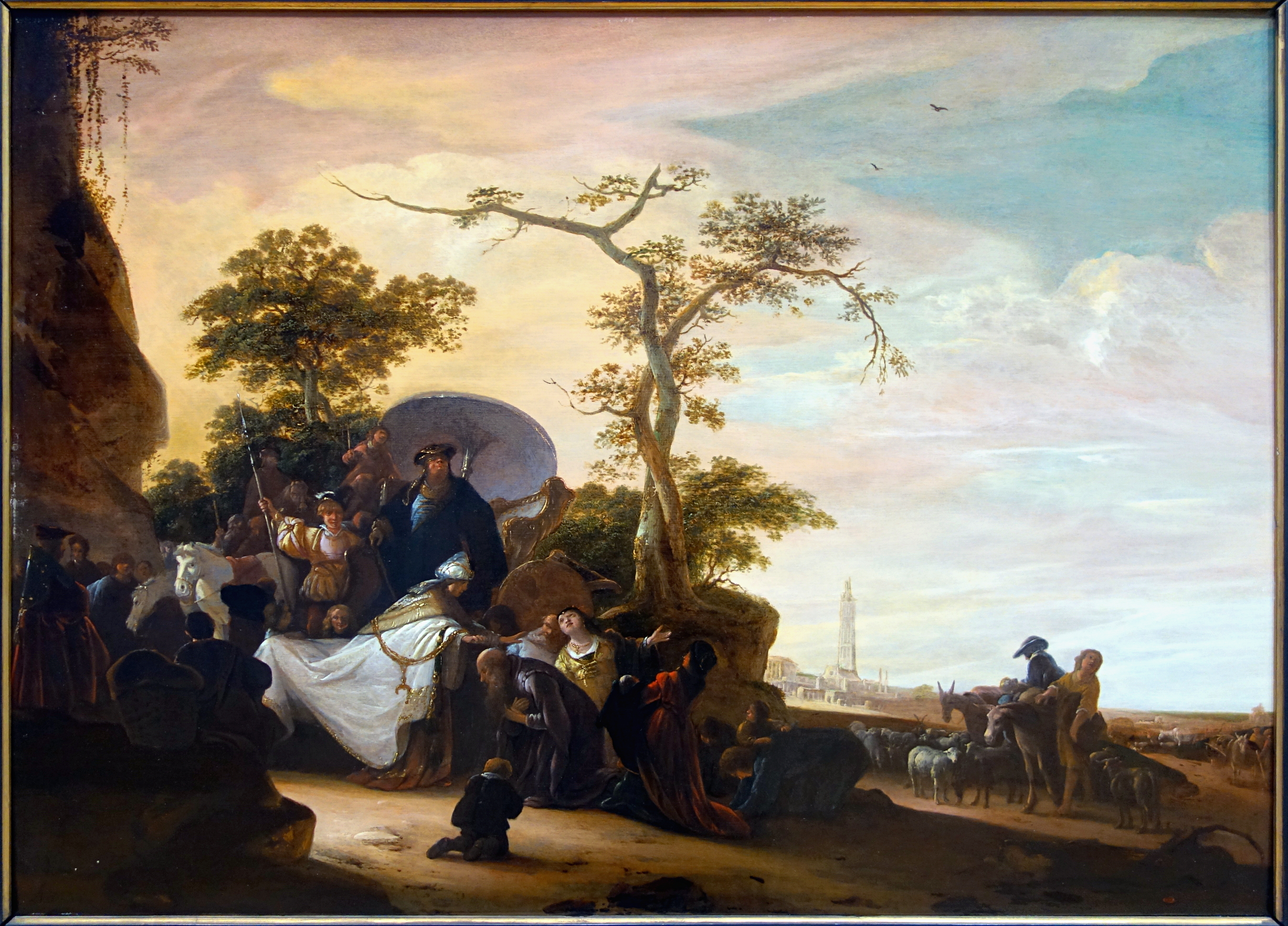
Melchisedech bénit Abraham au palais des beaux-arts de Lille.

Adriaen Verdoel est connu pour ses paysages et scènes de genre, ses scènes bibliques et ses vanitas.